# Neptunidraco
Neptunidraco – rodzaj krokodylomorfa z rodziny Metriorhynchidae żyjącego w środkowej jurze. Został opisany w 2011 roku przez Andreę Cau i Federico Fantiego w oparciu o niekompletny szkielet zachowany w czerwonawym wapieniu gruzełkowym we włoskiej formacji Rosso Ammonitico Veronese, w osadach datowanych na bajos–tyton. Okaz ten bywał niekiedy wstępnie przypisywany do późnojurajskich rodzajów Metriorhynchus lub Geosaurus. Na podstawie synapomorfii czaszki Cau i Fanti zasugerowali, że Neptunidraco jest taksonem siostrzanym późnojurajskich i wczesnokredowych Geosaurinae. Od innych środkowojurajskich Metriorhynchidae odróżnia go opływowość przedniej części czaszki, występująca u późnojurajskich i kredowych przedstawicieli tej rodziny. Neptunidraco jest najstarszym znanym przedstawicielem Metriorhynchidae, a jego prawdopodobna pozycja filogenetyczna sugeruje, że Geosaurinae i Metriorhynchinae zaczęły różnicować się w bajosie.